# Gunnersbury Park
Gunnersbury Park est un parc situé dans le Borough londonien de Hounslow entre Acton, Brentford, Chiswick et Ealing, à l'ouest de Londres. Acheté pour la nation à la famille Rothschild, il a été ouvert au public par Neville Chamberlain, alors ministre de la Santé, le 21 mai 1926. Le parc, d'une superficie de plus de 70 hectares, est actuellement géré conjointement par les conseils du Borough de Hounslow et celui d'Ealing. Un important projet de restauration financé par la Loterie nationale a été achevé en 2018. 

## Histoire

### Les origines

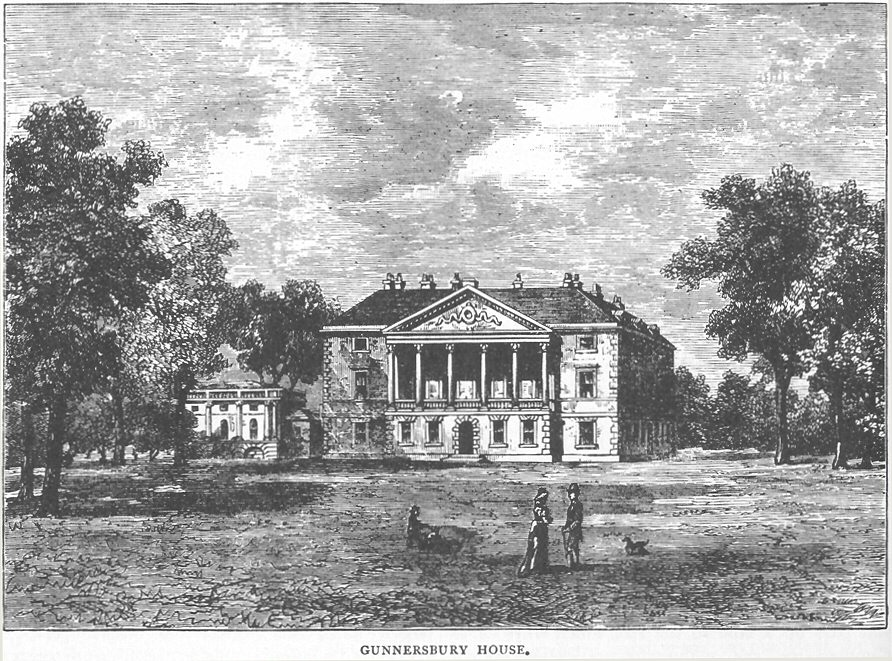
La maison Gunnersbury d'origine vers 1750.

Le nom Gunnersbury dérive de Gunylda, la nièce du roi Canute qui y vécut jusqu'à son bannissement d'Angleterre en 1044. Le manoir, propriété de l'évêque de Londres, était occupé par la famille Frowyk au XVe siècle; Sir Thomas Frowyk, juge en chef des plaidoyers communs y est né en 1460. 

### Début de l'ère moderne
Au milieu du XVIIe siècle, Gunnersbury a été acquis par Sir John Maynard, avocat et homme politique à l'époque de Cromwell . C'est lui qui, vers 1663, a construit Gunnersbury House, un manoir palladien sur le modèle de la villa Badoer, conçu par John Webb, l'élève et gendre d'Inigo Jones. Une carte d'Ealing datée de 1777 montre la maison dans le coin nord-est du parc, face à un lac en forme de fer à cheval. 
La maison a été achetée en 1739 à l'arrière-petit-fils de Maynard, John Hobart, 1er comte de Buckinghamshire par le riche marchand et député Henry Furnese, après sa mort en 1756, elle a été vendue à la princesse Amelia, la fille de George II . 

### Princesse Amelia

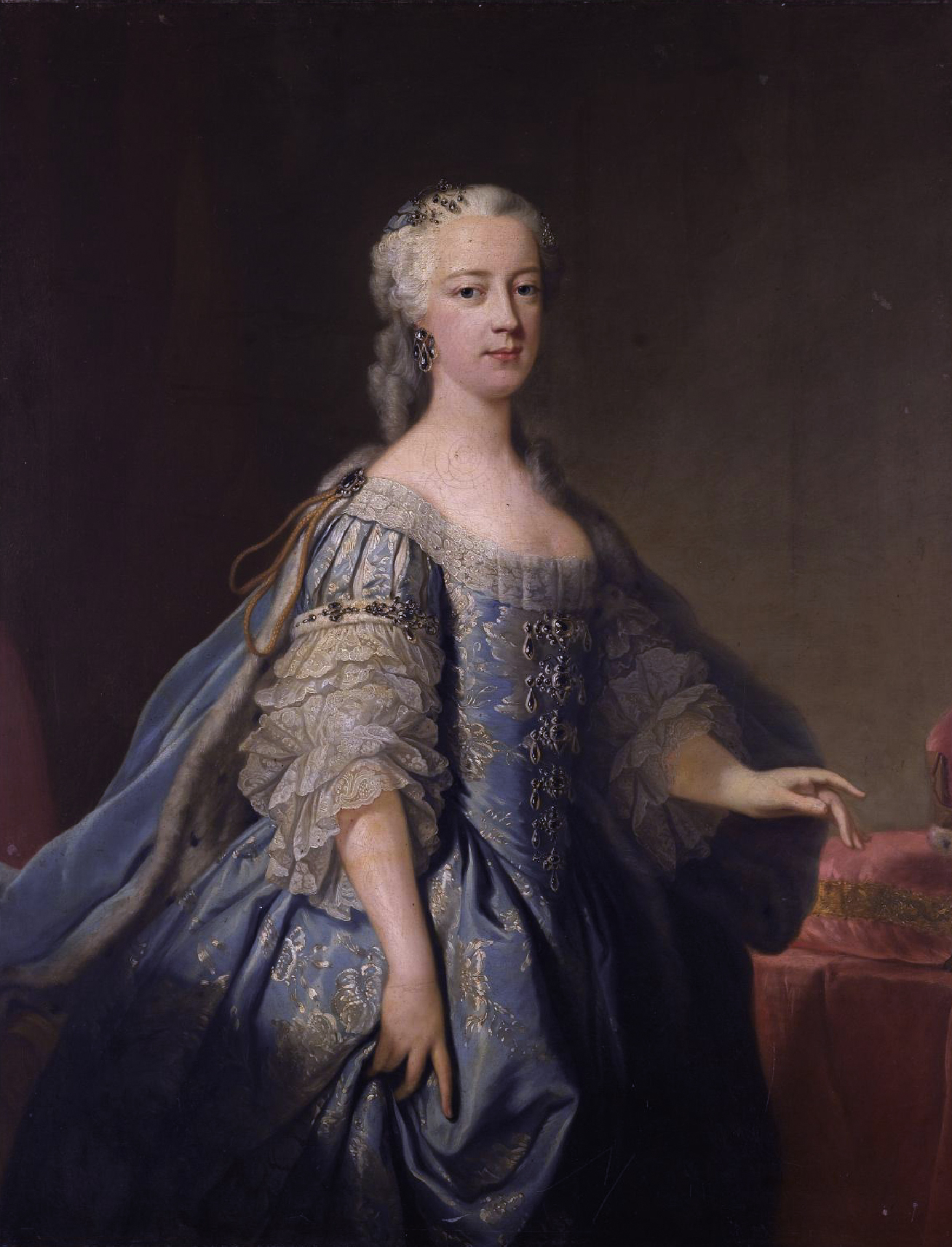
La princesse Amelia a aménagé le parc

En 1760, la maison et le domaine ont été achetés pour la princesse Amelia, fille préférée de George II. Les plans pour elle d'épouser Frédéric (qui deviendra plus tard Frédéric le Grand de Prusse) étaient vains et, à la mort de son père, Amelia avait perdu ses appartements au palais St James. Elle a pris une maison à Hanover Square et a utilisé Gunnersbury House and Estate comme une retraite d'été à la campagne. Amelia - la tante de George III, "cette dame étrange et chaleureuse" - a rendu Gunnersbury célèbre avec ses partis et ses intrigues politiques. C'est elle qui a aménagé le parc dans le style paysager du XVIIIe siècle.

### XIXesiècle
Après la mort d'Amelia en 1786, le domaine avait un certain nombre de propriétaires jusqu'à ce que John Morley décide en 1801 de démolir le manoir et de vendre le terrain au coup par coup en 13 lots (l'ancienne maison occupant le lot 2). Les lots n'ont finalement été acquis que par deux personnes, Alexander Copland (10 lots en 1802 et 2 autres en 1806), et Stephen Cosser (lot 1 en 1802, vendu au major Alexander Morrison en 1807). Deux domaines distincts ont ensuite été créés, chacun avec sa propre maison neuve. Copland, qui a acheté 30 hectares (la plupart des terrains d'origine), était un constructeur et partenaire commercial de Henry Holland, et a construit le "Grand manoir" qui était connu, avec ses terrains, comme "Gunnersbury Park". Le «petit manoir» a été construit pratiquement à côté vers 1806–1809, les constructeurs reconnaissant manifestement la pertinence de la position - une terrasse surélevée donnant sur le lac en fer à cheval près de l'endroit où se trouvait le manoir d'origine. Le petit manoir et le terrain étaient connus comme "Gunnersbury House". 

### Les Rothschild
En 1835, le marchand et financier Nathan Mayer Rothschild a acheté le grand manoir et le parc peu de temps avant sa mort. Le petit manoir et son terrain ont été acquis en 1889 par les Rothschild de la famille Thomas Farmer (qui en était propriétaire depuis 1828), réunissant finalement le domaine d'origine. Les Rothschild prolongèrent Gunnersbury, acquérant la majeure partie du champ commun d'Old Brentford à l'ouest, ainsi que des terres au nord. Une ancienne fosse d'argile, "Cole's Hole" a été aménagé pour devenir le lac Potomac, et le four à carreaux à côté de lui a été modifié pour devenir un hangar à bateaux déguisé en folie gothique. 

### XXesiècleet usage public
En 1925, après la mort du petit-fils de Nathan, Léopold de Rothschild, l'épouse de Léopold, Maria et son fils Lionel, ont vendu le domaine de Gunnersbury de 80 hectares, qui était entièrement contenu dans le district urbain de Brentford  à l'arrondissement d'Ealing adjacent, au Council and Acton Borough Council pour 130 000 £. Le terrain était entièrement hors de leurs frontières et l'achat a surtout été motivé par le snobisme. La «reine des banlieues» ne voulait pas que le logement municipal de Brentford soit à sa porte et le maire d'Acton a accepté, persuadant son conseil d'arrondissement d'en faire un achat conjoint. 
Après la Grande Guerre, il y avait une demande de terrains à bâtir. De plus, la construction de la Great West Road, immédiatement au sud du domaine, attirait des industries modernes le long de son "Golden Mile". Lionel Nathan de Rothschild avait acheté un domaine à Exbury en 1919 et y investissait dans un beau jardin boisé, donc la vente du domaine Gunnersbury offrait une opportunité intéressante. Le Brentford and Chiswick Borough Council adjacent a fait remarquer que puisque Ealing avait déjà The Common et plusieurs autres parcs, sans parler des Kew Gardens  à proximité, un autre parc serait inutile. Ils ont insisté pour que la plus grande partie du terrain soit utilisée pour le logement et se sont opposés au prêt de l'argent d'achat à Ealing et Acton par le ministère de la Santé. Cependant, la fierté civique et le snobisme prévalaient et les Rothschild ont vendu Gunnersbury à condition qu'il ne soit utilisé que pour les loisirs - bien que sur les 80 hectares, 5 hectares aient été autorisés à être utilisés pour la construction de maisons, pour recueillir des fonds afin de rembourser le prêt. La transaction a été très bien accueillie par le Times, qui a commenté "... (Gunnersbury) ... sera un lieu de santé et de bonheur pour beaucoup ... et que ... la sécurité contre la destruction ne semble reposer que sur de tels lieux ... acquis ... avec l'aide de propriétaires terriens assez riches pour pouvoir, et suffisamment d'esprit public pour être prêts, pour répondre aux besoins du public " . 
Lorsqu'il a ouvert le parc, Neville Chamberlain "... s'est réjoui que le peuple soit entré en possession d'un parc si magnifique et historique... " Il a déploré l'échec des générations précédentes à reconnaître la nécessité d'espaces ouverts dans les villes et les villages, alors que les loisirs de plein air étaient le privilège de quelques-uns. L'année précédente, il avait déclaré que le ministère de la Santé avait approuvé des prêts de plus de 1,5 million de livres sterling pour l'achat d'espaces ouverts, mais ce n'était toujours pas suffisant. Brentford et Chiswick ont cédé l'année suivante, se joignant à Ealing et Acton dans la copropriété et la gestion de Gunnersbury. Le parc est passé au London Borough of Hounslow en 1965 et en 1967, le Gunnersbury Park Joint Committee avec Ealing a été créé. 
Une zone adjacente de terres Rothschild juste à l'extérieur du domaine Gunnersbury est devenue le cimetière Gunnersbury. 

## Aujourd'hui

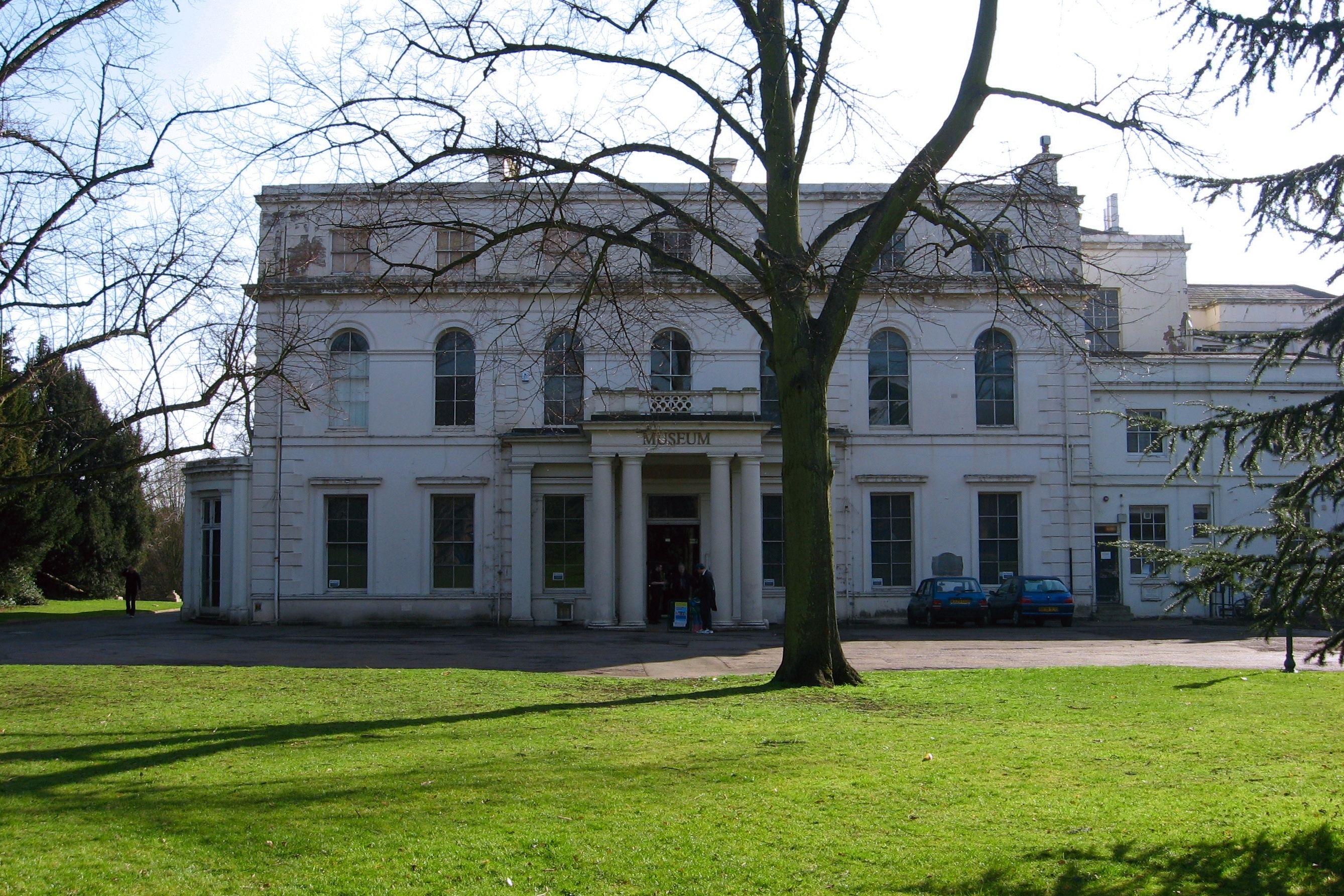
Musée Gunnersbury Park

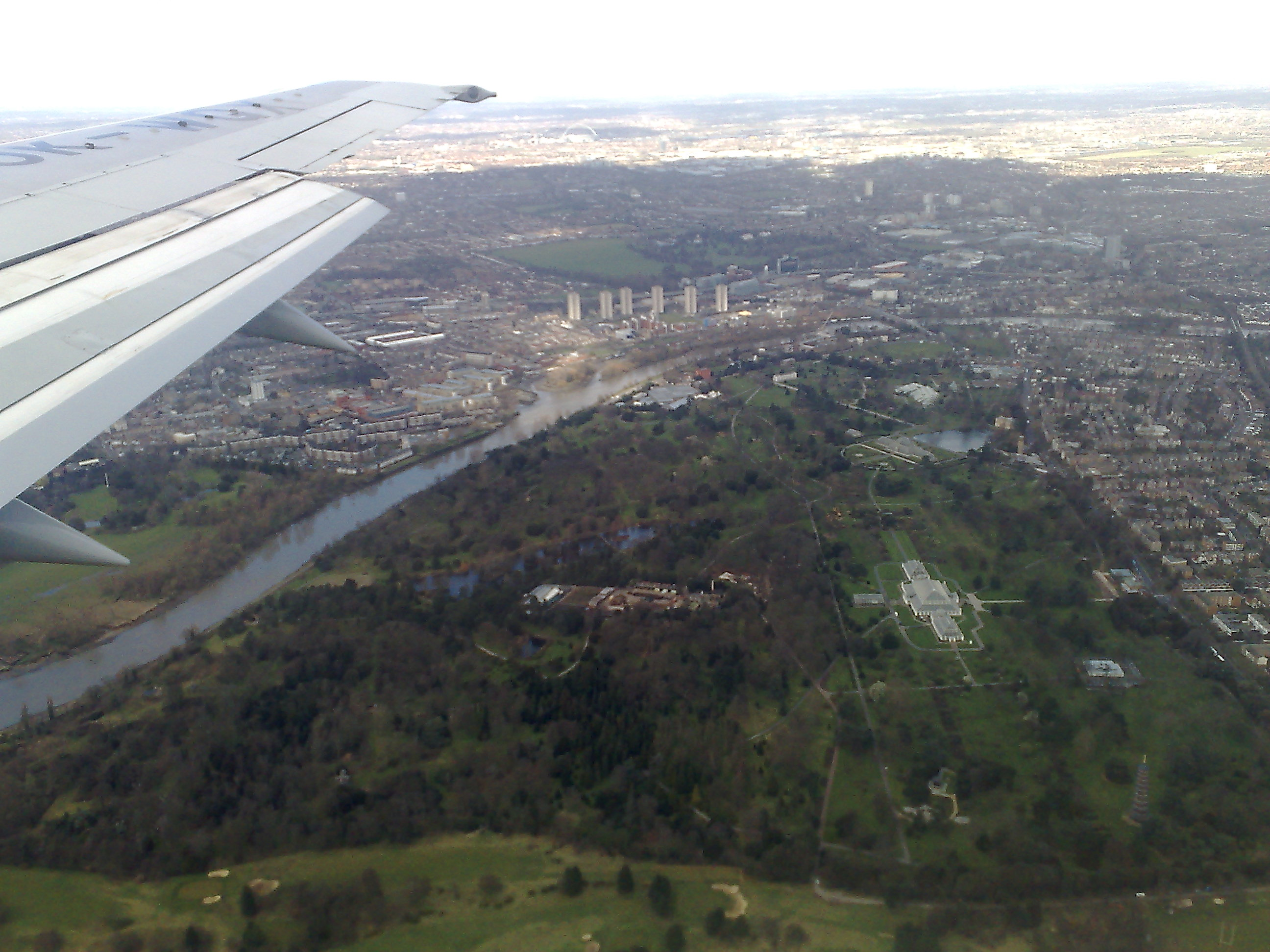
Vue aérienne de Kew Royal Botanic Gardens avec Gunnersbury Park au loin.

Les actions des Rothschild et des conseils d'Ealing et d'Acton ont fourni aux riverains le parc qui existe aujourd'hui. Il y a un espace ouvert substantiel à l'ouest bordant Lionel Road, qui accueille trente-six terrains de football en hiver. 
Le grand manoir est maintenant le Gunnersbury Park Museum - ouvert en 1929 - une vitrine de l'histoire et de l'archéologie locales, des costumes et des beaux-arts. Il reste quelques souvenirs des Rothschild, y compris un certain nombre de leurs véhicules hippomobiles. 
Il y a un étang de navigation de plaisance à proximité, dominé par une folie datant de 1760 - le seul bâtiment du XVIIIe siècle encore debout dans le parc. Il y a une orangerie construite en 1836 par Sydney Smirke, qui a conçu la salle de lecture du British Museum, et les restes d'un fantasme gothique déguisant les anciennes écuries. Près de l'Orangerie se trouve ce qui reste de la moitié ouest du lac Horseshoe – sans eau maintenant mais dont le renouvellement est prévu. 
Sur le côté est du parc, à côté de la frontière avec la North Circular Road, se trouvait le jardin d'eau japonais. Il a été aménagé en 1901 comme site pour les nénuphars de Léopold de Rothschild. Il aussi doit être restauré. Dans le coin sud-ouest du parc se trouve le lac de pêche de Potomac avec sa folie de bateau-maison. 
En 1991, le groupe indépendant basé à Londres The Hit Parade a sorti son single «In Gunnersbury Park»; la chanson décrit la relation défaillante entre l'auteur-compositeur J. Henry et sa petite amie Joanna Wood qui vivait à une courte distance du parc . 
En 2020, Gunnersbury Park et son musée ont servi de lieu de tournage du clip vidéo du single "Once" de Liam Gallagher . 

### Restauration

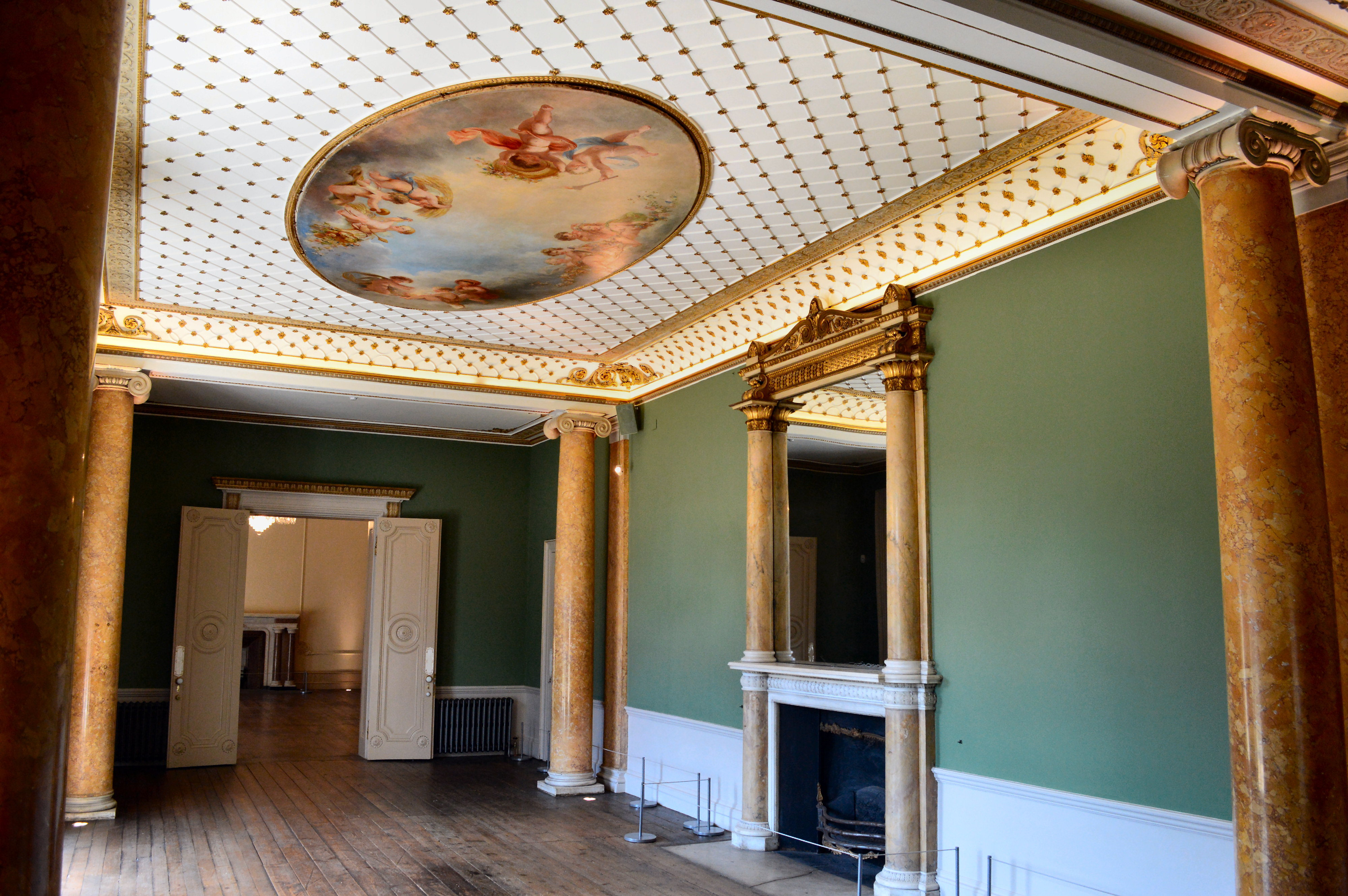
La Longue Galerie après restauration

Une restauration de plusieurs millions de livres sur quatre ans a été achevée en juin 2018 avec la réouverture du grand manoir en tant que musée pour Hounslow et Ealing. La restauration a été financée par les conseils Ealing et Hounslow, le Heritage Lottery Fund et Heritage England. Des travaux ont également été effectués sur l'Orangerie, la remise en état du lac Horseshoe, du temple, des bains de la princesse Amelia, des ruines gothiques et de l'étang rond. Un nouveau café a été ouvert. À l'intérieur du manoir, les chambres du rez-de-chaussée ont été restaurées avec des colonnes en marbre, la peinture du plafond du Four Seasons dans la Long Gallery, la cheminée ornée du Drawing Room et une vue panoramique sur le parc de 75 hectares. Les chambres à l'étage et les cuisines sont également ouvertes. 
La prochaine phase du projet de régénération de Gunnersbury verra l'une des plus grandes installations sportives de plein air de Londres ouverte au public au printemps 2019 . 

## Galerie

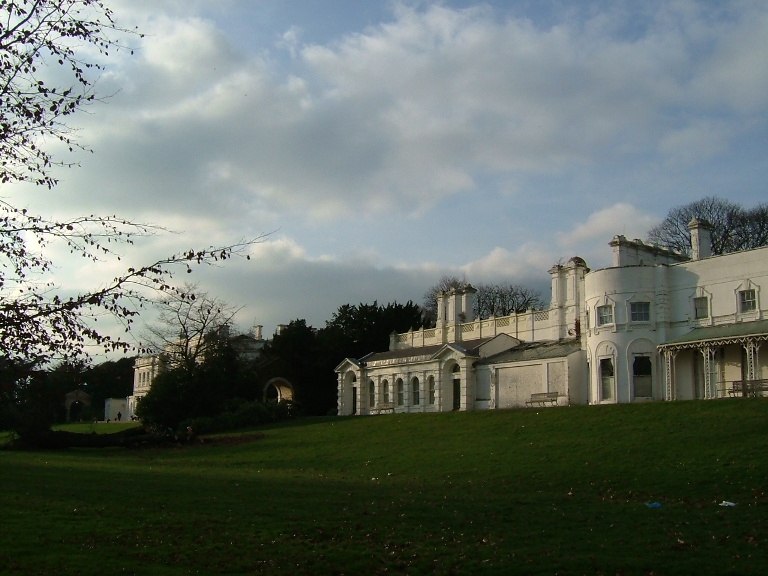
Le petit manoir avec le grand manoir en arrière-plan à gauche.
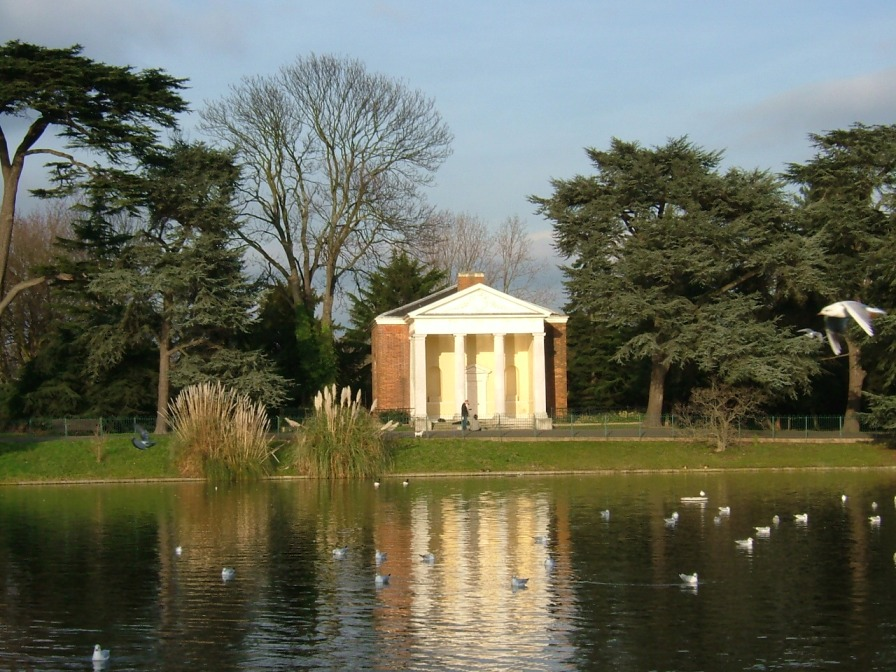
Le temple du XVIIIe siècle.
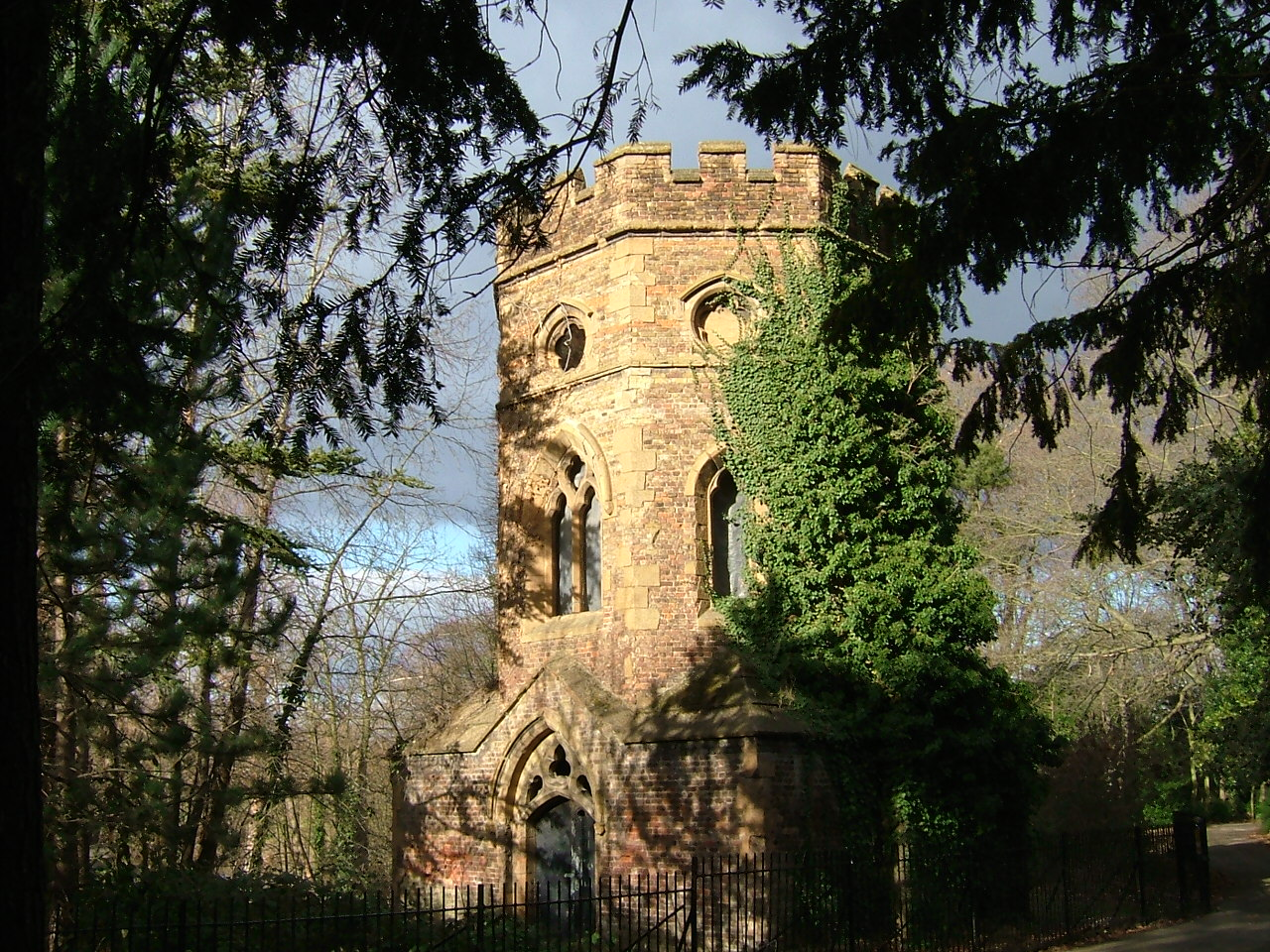
Le hangar à bateaux sur le Potomac.
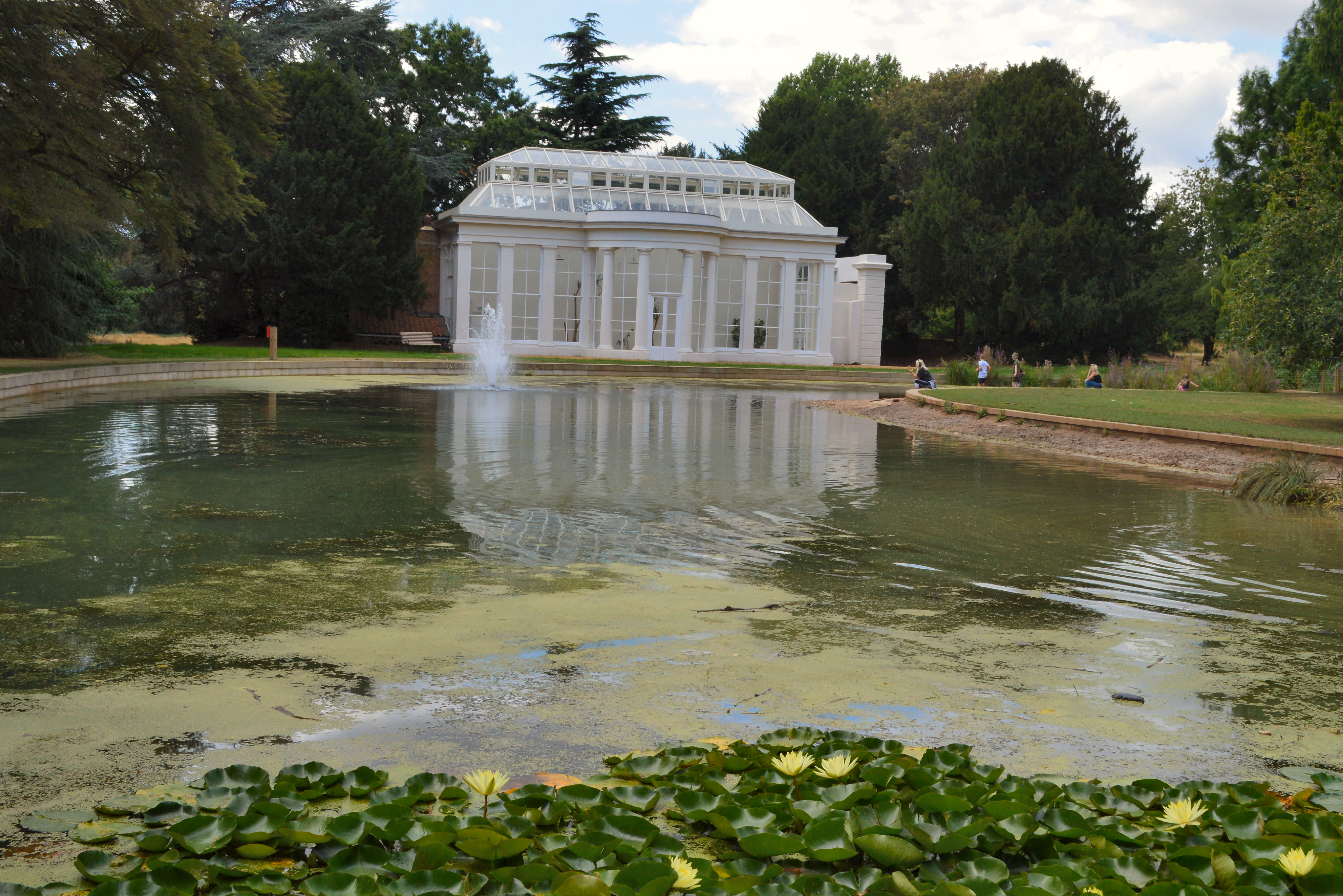
L'Orangerie de l'étang Horseshoe après restauration.

## Sources
- Park and the Rothschilds, par Ann et James Collett-White, Heritage Publications, Hounslow Leisure Services, 1993,  (ISBN 1-899144-05-6),  (ISBN 978-1-899144-05-1)    .
- The Gunnersbury Park Museum 1927–1955 écrit et publié par Ronald Gordon Lockhart Rivis, 1960.
- The Times 1925–1926.
- Le Oxford Dictionary of National Biography .
- Ealing and Hanwell Past par Peter Hounsell, pub Historical Publications.
- Village London par Edward Walford, pub The Alderman Press.
- Informations du Gunnersbury Park Museum.